# Eva (pjesma)
"Eva" je singl finskog simfonijskog metal Nightwish s albuma Dark Passion Play, a singl je dostupan samo za download. To je prvi singl na kojem je vokal Anette Olzon; nova pjevačica Nightwisha. Svi prihodi od singla su za humanitarne svrhe i to za dječje domove u Finskoj. Prema riječima benda Eva je tužna i emotivna pjesma, a na omotu singla nalazi se slika djevojčice koja odjevena u finsku odjeću iz devetnaestog stoljeća stoji sama noću ispred kuće; što očito želi prikazati siroče, a ta tema je vidljiva i iz nekih stihova pjesme.

## Popis pjesama
Digitalni download
1. "Eva" - 4:25

Promotivni CD singl
1. "Eva" (radio edit) - 2:52
2. "Eva" - 4:25

Amaranth CD singl
1. "Amaranth" - 3:51
2. "Reach" (Amarant demoverzija) - 3:57
3. "Eva" (orkestralna verzija) - 4:28
4. "While Your Lips Are Still Red" - 4:22
5. "Eva" (demo verzija) - 4:18

## Top liste
| Top liste (2007.) | Najviša pozicija |
| ----------------- | ---------------- |
| Finska            | 14               |